# Ferrovia Bremgarten-Dietikon
La ferrovia Bremgarten-Dietikon è una linea ferroviaria a scartamento metrico della Svizzera. La ferrovia fa parte della rete celere di Zurigo, di cui costituisce la linea S17.

## Storia
La linea nasce dall'unione di due tratte costruite separatamente: la Wohlen-Bremgarten e la Bremgarten-Dietikon.
Le prime idee di una ferrovia che servisse il comune di Bremgarten risalgono al 1857; nel 1871 venne ottenuta la concessione cantonale per una ferrovia da Brugg o Turgi attraverso la valle della Reuss fino a Jonen, con diramazione Wohlen-Bremgarten. Il progetto venne superato con l'ingresso in scena della Schweizerische Centralbahn (SCB) e della Schweizerische Nordostbahn (NOB), le quali nel 1872 rilevarono il progetto della ferrovia Brugg-Immensee e della diramazione Wohlen-Bremgarten. L'anno successivo SCB, NOB e comune di Bremgarten stipularono una convenzione in base alla quale i lavori della Wohlen-Bremgarten sarebbero iniziati al massimo un anno dopo l'apertura della Aargauische Südbahn: si costituì una società tra le tre parti (Wohlen-Bremgarten-Bahn, sigla WB) che avrebbero finanziato la costruzione (500.000 franchi ciascuna SCB e NOB, 300.000 il comune di Bremgarten). La linea Wohlen-Bremgarten aprì il 1º settembre 1876, permettendo il collegamento di Bremgarten con l'Aargauische Südbahn, aperta a partire dal 1874. Per la nuova ferrovia vennero costruite due locomotive a vapore, sei carrozze, un bagagliaio e undici carri merce.
La nuova ferrovia si rivelò poco utile per l'abitato di Bremgarten (e con un deficit d'esercizio elevato), perché per i traffici verso la vicina valle della Limmat si imponeva un lungo giro via Wohlen e Lenzburg. Si optò quindi per la costruzione di una linea verso Dietikon, a scartamento metrico e trazione elettrica. L'inaugurazione della Bremgarten-Dietikon avvenne il 30 aprile 1902 alla presenza di autorità cantonali argoviesi e zurighesi, del comune di Zurigo e del direttore delle FFS. A gestire la ferrovia a scartamento metrico fu la società Elektrische Strassenbahn Bremgarten-Dietikon (BD, dal 1918 Bremgarten-Dietikon-Bahn (Linie Wohlen-Dietikon)), costituitasi nel 1901. Le due tratte, separate dal fiume Reuss, furono collegate dapprima con un servizio di diligenze, quindi dal 1906 con un autopostale; nel 1911 iniziò la costruzione di un ponte, aperto l'8 febbraio dell'anno successivo  insieme alla posa di una terza rotaia tra Wohlen e Bremgarten. Con la nazionalizzazione di NOB e SCB (1902), le quote di loro possesso della WB erano passate alle FFS, che rilevarono dal comune di Bremgarten la quota residua; le FFS diedero in affitto alla BD la tratta Wohlen-Bremgarten a condizioni molto favorevoli, concedendo anche una sovvenzione di 22.000 franchi annuali. 
Il 27 maggio 1990 venne creata la rete celere di Zurigo, di cui la ferrovia costituisce la linea S17; per migliorare il servizio si decise di raddoppiare la tratta tra Berikon-Widen e Rudolfstetten Hofacker, opera entrata in servizio il 16 dicembre 1995, mentre il 4 agosto 1997 entrò in servizio il raddoppio della tratta tra Berikon-Widen e Belvédère.
Nel 2000 la BD si fuse con la Wohlen-Meisterschwanden-Bahn (WM), che tra il 1916 e il 1997 aveva gestito l'omonima ferrovia, soppressa e sostituita da autobus, creando la società BDWM Transport; il 19 giugno 2018 dalla fusione di BDWM Transport e Wynental- und Suhrentalbahn (WSB) è nata la società Aargau Verkehr (AVA), nuova gestrice della linea.

## Caratteristiche
La linea, a scartamento metrico, è lunga 18,9 km. La linea è elettrificata a corrente continua con la tensione di 1.200 V (750 V tra il 1902 e il 1930, 900 V tra il 1930 e il 1969). Il raggio di curva minimo è di 30 metri, la pendenza massima del 56 per mille. È a doppio binario tra Belvédère e Rudolfstetten Hofacken.
La tratta Wohlen-Bremgarten West fu costruita a scartamento normale; nel 1912 fu trasformata a scartamento misto, con una terza rotaia che permetteva il transito dei treni merci a scartamento normale. Con la cessazione del servizio merci nel 2009, la terza rotaia divenne inutile, e venne rimossa nel 2015.

### Percorso

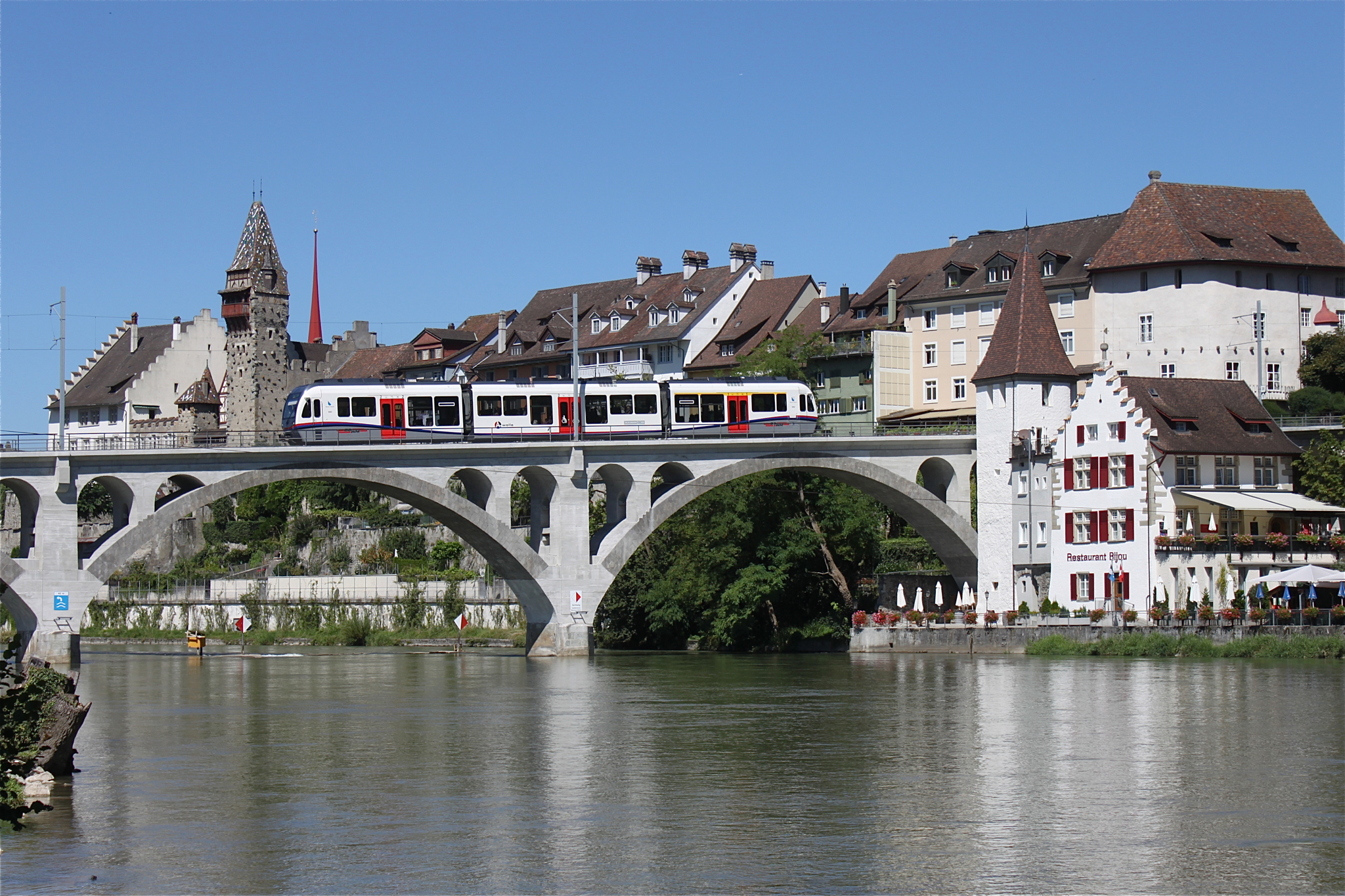
Un convoglio sul ponte sopra la Reuss a Bremgarten

La linea parte nei pressi della stazione di Wohlen (sulla Aargauische Südbahn), quindi scende verso il fiume Reuss attraversandolo a Bremgarten dopo la stazione di Bremgarten West. Da lì la linea corre parallela al percorso della strada principale 1, con dei tornanti tortuosi, verso Berikon-Widen, dopo aver attraversato Zufikon; altre curve ad "U" in discesa portano la ferrovia verso Rudolfstetten, superando il passo del Mutschellen. Distaccatasi dalla strada principale 1 alla periferia di Dietikon, la ferrovia fa capolinea presso la stazione di Dietikon, situata sulla ferrovia Zurigo-Olten.
Fino al 1928 la linea era raccordata a Dietikon con la Limmattal-Strassenbahn; dal 2022 la tratta finale a Dietikon è condivisa con la Limmattalbahn (linea 20 della rete tranviaria di Zurigo, tra Altstetten e Killwangen-Spreitenbach).

## Materiale rotabile
Per l'apertura della Bremgarten-Dietikon furono acquisite tre automotrici, altrettante rimorchiate, due carri merce aperti e due chiusi. Le automotrici (serie Ce 2/2 1÷3) furono realizzate dalla Schlieren con parte elettrica Oerlikon. Le stesse aziende realizzarono nel 1904 altre due elettromotrici a due assi (serie Ce 2/2 11÷12) e, tra il 1912 e il 1915, tre elettromotrici a carrelli (serie Ce 4/4 7÷9).
Schlieren ed Oerlikon realizzarono, tra il 1928 e il 1932, due elettromotrici a carrelli con vano bagagliaio (serie BFe 4/4 10÷11); le stesse due società costruirono nel 1947 altre tre elettromotrici (serie Be 4/4 6÷8).
Tra il gennaio e il giugno 1969 vennero consegnati nove elettrotreni a tre casse (serie BDe 8/8 1÷9) realizzati da Schlieren ed Oerlikon. In attesa dell'aumento della tensione d'alimentazione sulla linea da 900 a 1200 V alcuni convogli vennero noleggiati ad altre linee elvetiche (Frauenfeld-Wil e Solothurn-Zollikofen-Bern-Bahn). Sono rimasti in servizio sino al 2011: ne è stato conservato un esemplare (il numero 7) restaurato per impieghi storici.
Nel 1993 Schindler, ABB e SIG realizzarono cinque elettromotrici articolate (serie Be 4/8 21÷25), frutto di un ordine congiunto con RBS e WSB, in servizio dal cambio d'orario del 23 maggio 1993.
Dal 2010 sono entrati in servizio quattordici elettrotreni a pianale ribassato realizzati dalla Stadler (serie ABe 4/8 5001÷5014), soprannominati dal costruttore "Diamant", che hanno permesso di rimpiazzare i BDe 8/8 del 1969 e i Be 4/8 del 1993, questi ultimi venduti alla WSB.

### Materiale motore - prospetto di sintesi
| Tipo                   | Unità             | Anno di costruzione | Costruttore | Note |
| ---------------------- | ----------------- | ------------------- | ----------- | --- |
| Automotrici elettriche | Ce 2/2 1÷3        | 1902                | SWS-MFO     | 1 trasformata nel 1954 in trattore da manovra Te 2/2 401 2 trasformata in rotabile di servizio Xe 2/2 51 3 trasformata nel 1956 in trattore da manovra Te 2/2 402                                          |
| Automotrici elettriche | Ce 4/4 7÷9        | 1912-15             | SWS-MFO     | 7 rinumerata 4, riclassificata Be 4/4 nel 1956, distrutta in un incidente nel 1966 8 demotorizzata nel 1951 e trasformata in carrozza 9 rinumerata 5, riclassificata Be 4/4 nel 1956, accantonata nel 1969 |
| Automotrici elettriche | Ce 4/4 6÷8        | 1947                | SWS-MFO     | riclassificate Be 4/4 nel 1956, vendute alla FW nel 1969 |
| Automotrici elettriche | Ce 2/2 11÷12      | 1904                | SWS-MFO     | |
| Automotrici elettriche | CFe 4/4 10÷11     | 1928-32             | SWS-MFO     | ricostruite a cassa metallica nel 1955, riclassificate BFe 4/4 nel 1956, BDe 4/4 dal 1962; 10 dal 1986 rotabile storico, 11 demolita nel 2009                                                              |
| Elettrotreni           | BDe 8/8 1÷9       | 1969                | SWS-MFO     | accantonati nel 2010, 7 rotabile storico |
| Elettrotreni           | Be 4/8 21÷25      | 1993                | SWP-ABB-SIG | ceduti nel 2011 alla WSB |
| Elettrotreni           | ABe 4/8 5001÷5014 | 2010                | Stadler     | tipo "Diamant" |
| Locomotiva Diesel      | Em 2/2 102        | 1966                | SIG-BBC     | a scartamento normale per treni merci, acquistata nel 1968 dalla WM, ceduto nel 1994 |
| Locomotiva Diesel      | Em 2/2 103        | 1984                | Stadler     | a scartamento normale per treni merci, acquistata nel 1997 dalla WM, ceduto nel 2012 |
| Locomotiva elettrica   | Ee 2/2 251        | 1912                | SWS-MFO     | a scartamento normale per treni merci, demolita nel 1970 |
| Locomotiva elettrica   | Ee 4/4 151        | 1916                | SIG-MFO     | a scartamento normale per treni merci e manovre, acquistata nel 1966 dalla WM (ex automotrice CFe 4/4 2), demolita nel 1973                                                                                |